# Lüterkofen-Ichertswil
Lüterkofen-Ichertswil (toponimo tedesco) è un comune svizzero di 762 abitanti del Canton Soletta, nel distretto di Bucheggberg. È stato istituito nel 1961 con la fusione dei comuni soppressi di Ichertswil e Lüterkofen; capoluogo comunale è Lüterkofen.